# 2022年上海乌鲁木齐中路抗议
2022年上海乌鲁木齐中路抗议指2022年11月26日晚至27日晚发生在中國上海市乌鲁木齐中路的抗议示威活动。市民大多为了悼念乌鲁木齐火灾的遇难者，并表达对清零政策和由此出现的过度防疫现象的不满而发起抗议活动

## 背景
2022年11月24日晚，乌鲁木齐市一高层住宅楼发生火灾，造成10人死亡，9人受伤。许多民众认为中國政府实行的清零政策和疫情封控使得火灾救援受阻，被困人员无法及时逃生。次日，大量乌鲁木齐市民走上街头进行示威游行，要求立即结束封控。示威民众冲入乌鲁木齐市人民政府，随后乌鲁木齐市委副书记马志军与市委书记杨发森出来与民众对话。26日，中共新疆自治区党委召开常委会，强调严厉打击暴力抗拒疫情防控措施等违法犯罪行为。

## 事件經過

### 11月26日至27日凌晨
11月26日深夜至11月27日凌晨，上海民众聚集在乌鲁木齐中路的汇贤居和亦园门外，呼吁摘掉口罩，结束“动态清零”政策，亦有人呼吁结束中国共产党执政地位。有民众在“乌鲁木齐中路”路标下点起白色蜡烛，以此悼念乌鲁木齐火灾死难者。有民眾高呼“新疆解封！”、“共產黨下台！習近平下台！”“不要核酸、要自由”“不自由、毋宁死”等口号，并手持無字白紙抗議言論封鎖。
抗议现场有大量警察。起初警察站立在马路对面，没有阻拦示威，之后试图驱散抗议民众。抗议民众则高喊口号要求警察“为人民服务”。凌晨四點左右，警察圍堵住了烏魯木齊路南北入口和安福路西段，要求民眾離開。民众拒绝后警民僵持，警察随后开始清場。根據影像資料估計，被警方抓走帶入車中的人至少有8位，也有網友表示「警用麵包車大概抓了兩車人」。

### 11月27日
27日上午，乌鲁木齐中路沿路有数十名民警巡逻看守。聯合早報記者表示早上乌鲁木齐中路没有人群聚集，也不见蜡烛和标语。中午，部分民眾再次聚集在烏魯木齊中路不同路段，視頻顯示在場人群高喊「放人」。警察於下午三點開始封路，並有大批警車駛進烏魯木齊中路與安福路，根据网传信息显示，警察封锁了乌鲁木齐中路五原路路口与长乐路路口，只允许离开不允许进。一名男子被多名警察抓起四肢抬走、上衣亦脫落。
临近中午时，一名男子手举鲜花走上道路中央，向民众高呼：“我们要勇敢一点！我拿一朵花我犯罪了吗？我犯法了吗？”并得到周边民众赞同。但随后该男子遭到数名警察暴力逮捕，周边民众大喊“放人！”。该男子名叫李亚辉。据他事后讲述，他在杭州看到上海抗议的情景，决定前去声援。在逮捕过程中，警察为了迫使他进入警车，对他进行了持续的殴打。在审讯过程中，他被威胁冠以“寻衅滋事”的罪名，并遭到掌掴等体罚。据他的回忆，当时被拘留的人数量之多，「警方的手铐已经不够用了」。李亚辉于次日被释放。
由于抗议规模进一步扩大，临近的地铁站常熟路站于晚20点起临时关闭。上海地铁官方对此没有任何公告，引发网友不满。當局临时將部分烏魯木齊中路路牌拆除。不過，有網民指出這是路牌更換工程，與抗議無關，目前該路牌已重新安裝上。
27日傍晚开始，警察以影响公共交通及防疫为由实施清场，期间与多名群众以及周边商贩发生冲突，多人遭到逮捕。根据参与者事后回忆，抗议者队伍由五原路退至常熟路。有網上流傳片段顯示，在此期间一辆大巴車內有穿着黑衣的便衣警察朝示威者掌摑。另有網傳視頻顯示數名警察與大量群眾在派出所門口對峙，派出所內傳出女子哭喊聲，民眾聚集在門口要求放人。
晚上10点至12点左右，有上海市民在淮海中路聂耳铜像附近聚集，数人遭到逮捕，同时警察禁止群众在路边停留观看。同時，北京亮馬河附近也有人群聚集，高喊「釋放上海市民」，聲援上海抗議民眾。

## 紀念
白纸运动期间，独立纪录片导演陈品霖（Plato）与一位女性朋友在上海大规模抗议现场拍摄大量视频。在白纸运动一周年（2023年11月下旬），陈品霖将拍摄的视频制作成1小时17分钟的纪录片《乌鲁木齐中路》（NOT THE FOREIGN FORCE）并上传到互联网，2023年11月28日被抓捕；陈品霖遭刑事拘留，而其女性朋友則获取保；而其推特和Youtube频道被销号。
2024年1月5日被上海市公安局宝山分局指控“造成公共秩序严重混乱、损害国家形象、严重危害国家利益”，以“涉嫌寻衅滋事罪”被正式批捕，同年2月18日被移送检察院审查起诉；2025年1月6日一审在上海宝山区法院开庭。

## 争议

### 抓捕记者
BBC的特派記者愛德華·勞倫斯（Ed Lawrence）在上海採訪抗議活動時，遭到警方暴力逮捕。BBC表示該記者被捕後遭警察拳打腳踢，直至數小時後才被釋放。随后英国外交部就BBC记者遭警方殴打一事召见中国驻英国大使郑泽光，就中方的行为表达不满。11月28日，英国首相苏纳克办公室的发言人表示“逮捕正常进行工作的记者是令人震惊的，不可接受的。记者必须能在没有恐惧和威胁的情况下进行工作”。商務大臣夏普斯譴責称有關行為「令人無法接受」「無論發生什麼狀況，新聞自由都應是神聖不可侵犯」。
11月28日，外交部發言人赵立坚表示，周末在上海的抗议活动中被捕的BBC记者并没有表明自己是记者。他还警告外国媒体在中国境内要尊重中国的法律和法规。他还表示有一群别有用心的人将防疫政策和乌鲁木齐火灾联系在一起，并强调中国将坚持“动态清零”政策。11月29日，赵立坚再度表示BBC记者并未申明记者身份，且拒不配合上海警方执法。“警方遂将其强制带离，并在对其开展必要身份核查及法律告知后，请其自行离开”。赵立坚的说法引起许多网民的不满，为了躲避审查，网民们用说反话或是隐晦的方式表达不满。